# Tanja Tolstoy-Paus
Tatiana "Tanja" Tolstoy-Paus (födelsenamn: grevinna Tatyana Lvovna Tolstaya; ryska: Графиня Татья́на Льво́вна Толста́я), född 20 september 1914, död 29 januari 2007, var en rysk-svensk grevinna, societetsdam och medlem av familjen Tolstoj. Hon var det sista överlevande barnbarnet till Leo Tolstoj, efter att hennes syster Sonja Ceder dött några månader tidigare.
Hon föddes på farfaderns gods Jasnaja Poljana, som dotter till romanförfattaren och skulptören Lev Lvovich Tolstoy och hans svenska fru Dora Westerlund. På grund av den ryska revolutionen flydde familjen till Sverige 1917. 1940 gifte hon sig med den norskfödda godsägaren och den tidigare skidåkaren Herman Paus, ägaren till Herresta herrgård i Strängnäs kommun. Hennes svärfar Karl L. Paus var kusin till dramatikern Henrik Ibsen. De hade fyra barn. Hon var aktiv inom regionalpolitiken och som filantrop och societetsdam i det svenska samhället.
Hennes systerdotterbarn är jazzsångaren Viktoria Tolstoy.